# Palästinensischer Nationenpokal
Der Palästinensische Nationenpokal (englisch Palestine Nations Cup oder nur kurz Palestine Cup) war ein Fußballwettbewerb für Nationalmannschaften der Arabischen Welt, der in den 1970er Jahren drei Mal ausgespielt wurde. Es ist bisher unklar, ob er den Arabischen Nationenpokal während seiner langen Unterbrechung zwischen 1966 und 1985 ersetzte oder lediglich eine Weiterführung unter anderem Namen darstellte.

## Die Turniere im Überblick
| Jahr         | Gastgeber     | Finale              | Finale              | Finale              | Spiel um Platz drei | Spiel um Platz drei | Spiel um Platz drei |
| Jahr         | Gastgeber     | Sieger              | Ergebnis            | 2. Platz            | 3. Platz            | Ergebnis            | 4. Platz            |
| ------------ | ------------- | ------------------- | ------------------- | ------------------- | ------------------- | ------------------- | ------------------- |
| 1972 Details | Irak          | Ägypten             | 3:1                 | Irak                | Algerien            | 3:1                 | Syrien              |
| 1973 Details | Libyen        | Tunesien            | 4:0                 | Syrien              | Algerien            | 0:0 n. V. 3:0 i. E. | Irak                |
| 1975 Details | Tunesien      | Ägypten             | 1:0 n. V.           | Irak                | Sudan               | 1:0                 | Syrien              |
| 1977 Details | Saudi-Arabien | Wettbewerb abgesagt | Wettbewerb abgesagt | Wettbewerb abgesagt | Wettbewerb abgesagt | Wettbewerb abgesagt | Wettbewerb abgesagt |